# Бенєвська Марія Аркадіївна
Марія Аркадіївна Беневська (Бенівська-Степанок) (1882, Іркутськ — 1942, Ленінград) — есерка-терористка, учасниця революційного руху в Російській імперії на початку XX століття. Член Бойової організації партії соціалістів-революціонерів .

## Родина
Батько Аркадій Семенович Беневський (1840—1913) походив із дворян Могилевської губернії; отримав військове виховання; генерал-лейтенант від інфантерії. Був губернатором Амурської області. 1877 року одружився з Ніною Вікторівною Іващенко.Мати Ніна Вікторівна Іващенко (1855-1906), дочка генерал-майора Віктора Олексійовича Іващенка (05 жовтня 1818-1889); до шлюбу з Беневським була вдовою лікаря на прізвище Савицький. Походила із заможного дворянського роду; здобула гарне виховання. У 1906 році покінчила життя самогубством.Брати Михайло (1878—1897) та Іван (нар. 1880 рік) народилися в Києві, обидва здобули добру освіту; Михайло – юридичний, а Іван – агрономічний.
Марія Беневська народилася 25 квітня 1882 року у Іркутську. Як і брати, виховувалась у суворій відповідності до християнських заповідей. З дитинства була знайома з майбутнім терористом Борисом Савінковим, який вплинув на Марію. Беневська здобула хорошу освіту; спочатку навчалася в гімназії, потім в Університеті Галле на природничому факультеті, у Берні і потім у Петербурзькому жіночому медичному інституті .

### УБойовій організації
1905 року Марія Беневська вступила до Бойової організації партії соціалістів-революціонерів. Рекомендацію для вступу дав Борис Савінков, на той час уже один із керівників організації. Вона вела життя професійного революціонера, працювала як технік (виготовляла бомби) і користувалася партійною прізвисько «Генрієтта». Незважаючи на участь у революційному терорі, Беневська до кінця життя залишалася глибоко релігійною людиною.
Рум'яна, висока, зі світлим волоссям і блакитними очима, що сміялися, вона вражала своєю життєрадісністю і веселощами. Але за цією безтурботною зовнішністю приховувалась зосереджена і глибоко сумлінна натура. Саме її, більш ніж будь-кого з нас, турбувало питання морального виправдання терору. Віруюча християнка, яка не розлучалася з Євангелієм, вона якимось невідомим і складним шляхом прийшла до утвердження насильства та необхідності логічної участі в терорі. - Савінков Б. « Спогади терориста ». М., 1991
Навесні 1906 Борис Савінков залучив Беневську до організації вбивства революціонера Татарова, викритого у співпраці з охоронним відділенням.
Беневська була одружена з Борисом Миколайовичем Моїсеєнком, теж есером та учасником революційного терору. Вони з ним повінчалися 21 серпня (в Олександро-Невській церкві Московської пересильної в'язниці, обряд вінчання здійснив священик Йосип Фудель. Після її арешту Моїсеєнко був висланий владою в Забайкальську область, де його дружина відбувала каторгу. Очевидно, припинення їхніх відносин припадає на 1909 рік, коли Моїсеєнко залишив Сибір і виїхав за кордон.

У квітні 1906 року до Беневської на конспіративну квартиру принесли готовий снаряд, просячи його розрядити. Коли вона вийняла запал, стався вибух патрона гримучої ртуті, яким їй відірвало кисть лівої руки, а на правій пошкодило палець, і осколками понівечило обличчя. За свідченням Валентини Попової, Беневська виявила рідкісне самовладання:
Перев'язавши абияк за допомогою товариша, який жив з нею [В. І. Шиллерова], знівечені руки, вона змусила його забрати всі готові снаряди, що зберігалися в них, і віднести в інше місце. Сама пішла останньою, повернувши зубами ключ у дверному замку. Вона поспішила в першу лікарню, що потрапила, де благополучно пробула тижнів зо два. Взяти її відразу з лікарні не вдалося: поранене обличчя надто звертало увагу. А напередодні дня, коли Б.М. Моїсеєнко мав перевезти М. А. у надійне місце, її заарештували. - В. Попова, « Динамітні майстерні 1906-1907 рр.. та провокатор Азеф »
Беневську заарештували 28 квітня 1906 року. Завдяки її стійкості та мужності, до рук поліції потрапила тільки вона, а всі, хто разом з нею готував замах, вціліли, навіть встигли винести вибухові снаряди, які їм були такі потрібні.
Марію Аркадіївну Беневську судили восени 1906 року у справі про причетність до замаху на Дубасова (23 квітня 1906 року). Суд проходив у Москві в судовій палаті за участю станових представників за звинуваченням у участі в таємній спільноті та приготуванні до замаху на Дубасова. Захищали її присяжні повірені Жданов і Малянтович, рішенням суду Беневська було засуджено до страти. У цей час мати Марії, Ніна Вікторівна, чинить самогубство, мабуть, не перенісши цих подій.
Аркадій Беневський подав на ім'я царя два прохання, в яких клопотав про помилування для дочки. Його зусиллями вирок щодо Марії Беневської було змінено на десять років каторжних робіт з позбавленням всіх прав. Марія Беневська відбувала каторгу в Мальцевській в'язниці, 1909 року відправлена на поселення до Баргузина Забайкальської губернії. У 1910 році вона вийшла заміж за матроса з бунтівного броненосця «Георгій Побідоносець» Івана Кіндратовича Степанока. Незабаром, там же на каторзі, у подружжя народився син Ілля.
1913 року закінчився термін заслання Беневської, вона була зарахована до міщанського стану міста Кургана «без відновлення втрачених по суду прав», без права проживання в європейській частині Росії.
Після Лютневої революції Марія Беневська з сім'єю повернулася з каторги та оселилася на батьківщині чоловіка в Одеській губернії. Сім'я проживала у злиднях. Того ж 1917 року переїхали до Петрограда, де в липні 1917 року Марія народила другого сина — Степана. Потім подружжя знову повернулося на Україну і жило там, поки не було змушене виїхати через голод на початку 30-х . Беневська з родиною знову переїхали до Ленінграда, де залишалися і під час Другої світової війни, де вона померла під час блокади 1942 р.